# 丹地山丘
山丘（英語：Dundee Law）是蘇格蘭邓迪的一個山丘，是丹地中部的最高點，山頂有一座戰爭紀念碑。

## 地理
丹地山丘是火山岩床，地底曾是熔岩流徑，4億年前因壓力而使這岩流變弱。丹地勞的火山岩在數百萬年前是在其它火山岩底下，因為經過長年風吹雨打才使外部的軟火山岩被侵蝕，使今日的硬火山岩暴露出來。

## 歷史

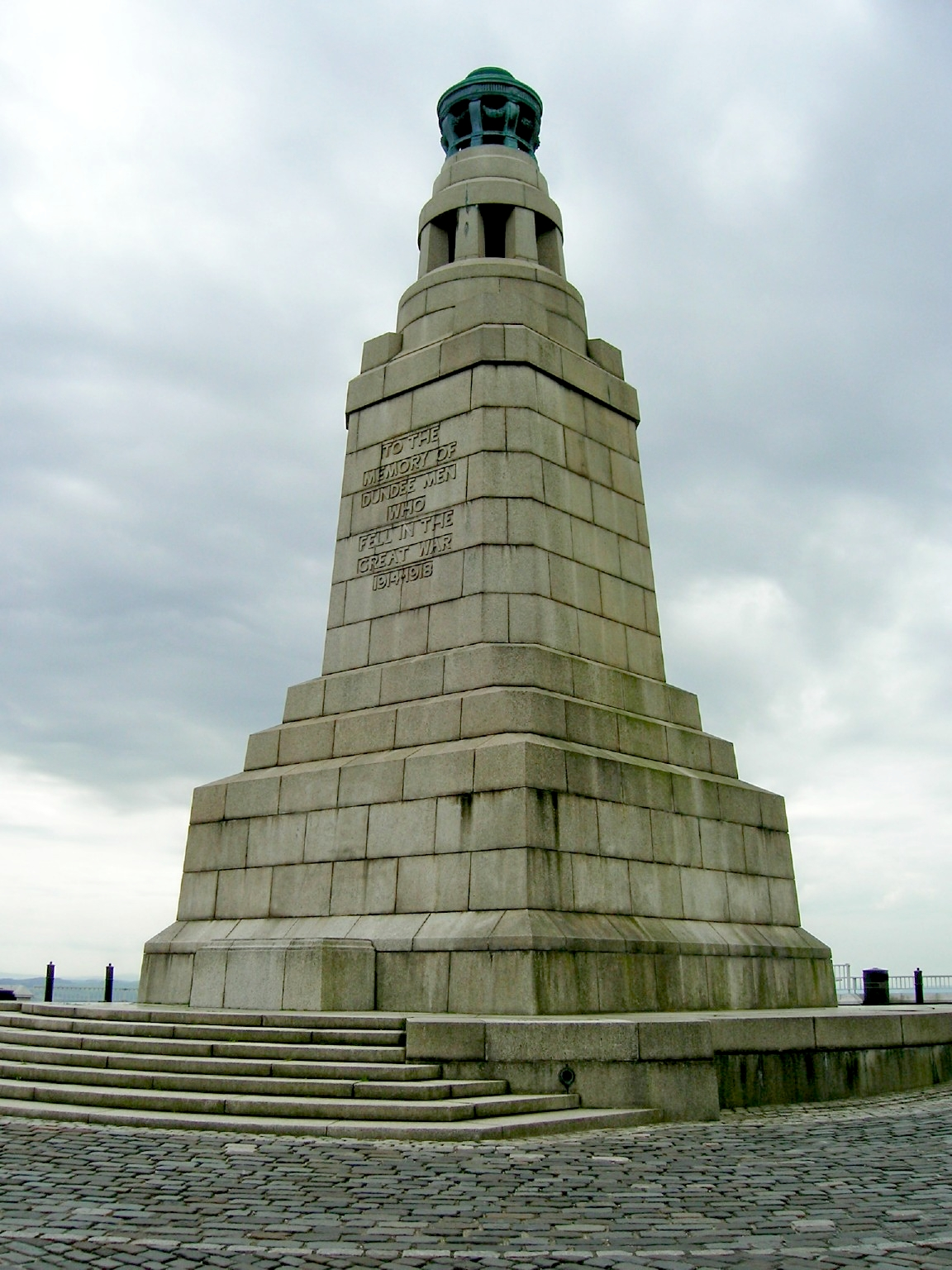
兩次大戰戰爭紀念碑

考古證據推斷在3,500年前已有人在這裡定居，在铁器时代這裡是皮克特人的居住地。這裡曾出土羅馬陶器，推測在約公元一世紀時曾被羅馬人用作瞭望台。1689年丹地子爵在這裡舉起斯圖亞特王旗，爆發詹姆斯黨起義。這裡豎立了一座戰爭紀念碑以紀念兩次大戰，紀念碑在1925年5月16日完工。紀念碑頂部的火炬在重要日子會被點燃，包括9月25日盧斯戰役（大量當地居民士兵丧生）、10月24日联合国日、11月11日停戰日及國殤星期日。